# Imma Tubella Casadevall
Imma Tubella Casadevall (La Bisbal del Ampurdán, 1953) es doctora en Ciencias Sociales y catedrática de Comunicación de la Universitat Oberta de Cataluña (UOC), de la que fue rectora. También es titular de la Cátedra de Educación y Tecnología del Collège d'Études Mundiales de París.
Especialista en comunicación, ha sido miembro del Consejo de Administración de la Corporación Catalana de Radio y Televisión de 2000 a 2003, miembro de la Comisión Asesora sobre Telecomunicaciones y Sociedad de la Información del Departamento de Universidades, Investigación y Sociedad de la Información de la Generalidad de Cataluña (2000-2003), vicepresidenta de la Sociedad Catalana de Comunicación del Instituto de Estudios Catalanes (1995-2000) y profesora de Estructura internacional del audiovisual de la Universidad Autónoma de Barcelona.
Fue nombrada rectora de la Universidad Abierta de Cataluña (UOC) en 2005, y ocupó el cargo hasta 2013, cuando fue sucedida por Josep A. Planell i Estany. Presidió la Asociación Catalana de Universidades Públicas durante el curso 2009-2010.

## Obras principales
- Les nacions de l'Europa capitalista (1977), con Eduard Vinyamata
- Cuba es de todos 1898-1998 (1998), con Eduard Vinyamata
- Diccionari del nacionalisme (1978), con Eduard Vinyamata
- Catalunya/Katalonien/Cataluña/La Catalogne (1982), con Eduard Vinyamata
- Determinació de Catalunya: projecte nacional i globalització: el poder de la voluntat (2002), con Eduard Vinyamata
- La Societat Xarxa a Catalunya (2003), con Manuel Castells
- The Network Society (2004), con Manuel Castells
- La transición a la Sociedad Red (2007), con Manuel Castells
- Sociedad del conocimiento, con Jordi Vilaseca
- Jaume Compte i el Partit Català Proletari (1978)
- Televisió i identitat cultural. El repte de la TV pública a Europa (1992)
- La programación cultural de las televisiones autonómicas (1995)
- Somiar Amèrica. Televisió i identitat als Estats Units
- Internet y Televisión: La guerra de las pantallas (2007)
- Turning the University Upside Down (2011)
- Un secret de l'Empordà (novela) (2016)
- Els insubmisos del mar (novela) (Premio Néstor Luján de novela histórica 2021)[5]